# Tamsica homodora
Tamsica homodora là một loài bướm đêm thuộc họ Crambidae. Nó là loài đặc hữu của Oahu.